# Argynnis ocellata
Argynnis ocellata är en fjärilsart som beskrevs av Frings. Argynnis ocellata ingår i släktet Argynnis och familjen praktfjärilar. Inga underarter finns listade i Catalogue of Life.